# 10325 Bexa
10325 Bexa este un asteroid din centura principală de asteroizi.

## Descriere
10325 Bexa este un asteroid din centura principală de asteroizi. A fost descoperit pe 18 noiembrie 1990 la Observatorul La Silla de Eric Walter Elst. El prezintă o orbită caracterizată de o semiaxă mare de 2,37 ua, o excentricitate de 0,14 și o înclinație de 7,3° în raport cu ecliptica.